# Arcure
L'arcure est une technique utilisée en arboriculture fruitière consistant à courber, à l'aide de ligatures, les branches des arbres fruitiers de façon à stimuler la production de fruits grâce à une meilleure diffusion de la sève vers les boutons à fruits. Elle permet de la privilégier au profit de la « mise à bois ».
L'arcure est utilisée depuis très longtemps. On trouve ce procédé mentionné dès le XVIIIe siècle. Au XIXe, Dubreuil arboriculteur français disait déjà dans son traité  des arbres fruitiers ceci : « l’emploi de l’arcure est un moyen fort ancien et n’est qu’une imitation de ce qui se produit naturellement sur les arbres abandonnés à eux-mêmes. »
Ce procédé n'était utilisé que comme complément à la taille et pour 'dompter' les arbres trop vigoureux. Elle a été abandonnée peu de temps après mais certains arboriculteurs comme H. Lepage ont réactualisé cette méthode. Elle est redevenue une pratique courante de l'arboriculture professionnelle et utilisée plus pleinement. L'amateur a tout intérêt à y recourir. 

## L'arcure Lepage

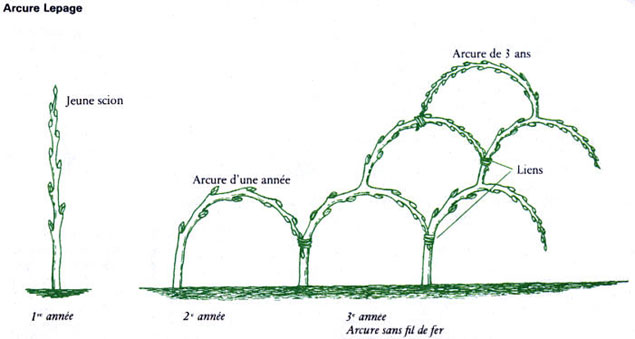
Arcure Lepage

La technique de l'arcure Lepage a été créée dans les années 1950.
Les scions sont plantés, légèrement inclinés, et espacés de 1,5 m le long d'une armature constituée de 3 fils de fer horizontaux espacés de 50 cm. En avril-mai, les scions sont arqués en liant la pointe de chacun au sujet suivant, à environ 40 cm de hauteur. Durant l'été, les coursonnes qui apparaissent sont également arquées et fixées, à l'exception d'une seule pousse située dans le dernier tiers du scion, qui sera laissée à la verticale, poussera avec vigueur, et sera à son tour arquée l'année suivante. Cette opération sera répétée de façon à former une troisième rangée d'arceaux.
Les seules opérations de taille seront celles destinées au rajeunissement. Cette forme convient aux poiriers et pommiers de vigueur modérée, et aux cerisiers sur porte-greffe faible.

## Méthode Bouché-Thomas
Autre forme de culture proche de l'arcure, la méthode Bouché-Thomas (présentée à partir de 1945) est basée sur trois principes : conservation de l'œil terminal, inclinaison à 30° et affranchissement. Les scions sont plantés deux par deux en espacement constant (fonction du porte-greffe) et en opposition. Une description de la technique plus précise en fin d'ouvrage par Maurice Bouché-Thomas, le fils, en 1960.[réf. nécessaire]

## Cordon vertical Ferragutti
L'armature de contre-espalier est constituée par des poteaux espacés de 4 m sur lesquels sont tendus 6 fils de fer, le premier à 30 cm du sol, les autres tous les 30 cm (hauteur totale 1,80 m). Les scions sont plantés à 75 cm sur la ligne et taillés à hauteur du 2e fil de fer (60 cm). S'il existe des rameaux sur la partie conservée, ils sont gardés entiers et arqués en les attachant sur le fil inférieur.
Le prolongement est ensuite raccourci tous les ans du tiers au moins de sa longueur et toutes les branches latérales arquées de la même façon, en été. Les pousses qui ne sont pas dirigées dans le sens du rang sont supprimées par pincement dès leur naissance.
La mise à fruits s'établit très vite sur les coursonnes ainsi arquées. Il arrive, avec le temps, que leur extrémité dépérisse. Il suffit alors de supprimer cette dernière au-delà d'un des jeunes bourgeons vigoureux qui ne manquent généralement pas de se développer au point de courbure. Cette pousse est arquée l'année suivante et constitue une nouvelle branche fruitière.